# Chunerpeton tianyiensis
Chunerpeton tianyiensis — викопний вид земноводних родини Критозябрецеві ряду Хвостаті. Скам'янілі рештки знайдені у пластах формації Daohugou у провінції Внутрішня Монголія у Китаї. Це невелика саламандра, 18 см завдовжки, існувала в кінці юрського періоду.